# Parafina
Parafina conforma un grup d'hidrocarburs alcans de fórmula general CnH2n+2, on n és el nombre d'àtoms de carboni. La molècula simple de la parafina prové del metà, CH₄, un gas a temperatura ambient; en canvi, els membres més pesats de la sèrie, com l'octà C₈H18, es presenten líquids. Les formes sòlides de parafina, anomenades cera de parafina, provenen de les molècules més pesades C20 a C40. La parafina va ser identificada en aquesta forma el 1830 per Carl Reichenbach. Parafina, o hidrocarboni de parafina, és també el nom tècnic d'un alcà en general, encara que en la majoria dels casos es refereix específicament a un alcà lineal o normal. Si posseeixen ramificacions, els isoalcans també s'anomenen isoparafines. El nom deriva del llatí parum (= tot just) + affinis, aquí utilitzat amb el significat de "falta d'afinitat", o "falta de reactivitat química".
Generalment s'obté a partir del petroli, dels esquists bituminosos o del carbó. El procés comença amb una destil·lació a temperatura elevada, per a obtenir olis pesats, dels quals cristal·litza la parafina per refredament a 0 °C i se separa mitjançant filtració o centrifugació. El producte es purifica mitjançant recristalitzacions, rentats àcids i alcalins i decoloració. Les refineries de petroli normalment produeixen parafina.
La parafina té diversos usos. Entre ells:
- Per fer espelmes per immersió, modelat o injecció.
- Tèxtil. Millora la flexibilitat, elasticitat i suavitat del fil.
- Alimentació. Per a recobrir formatges, goma base per als xiclets o per mantenir la humitat dels cítrics.
- Recobriment per a explosius, metxes, llumins, llapis de cera i cremes per al calçat.
- Paper i cartró. Paper parafinat per a embolicar aliments. Aporta rigidesa al cartró ondulat.
- Rehabilitació. En fisioteràpia s'utilitza en l'àmbit de la termoteràpia.

## "Cera" de parafina
La cera de parafina es troba en general com un sòlid cerós, blanc, inodor, sense sabor, amb un punt de fusió típic entre 47° C i 64° C. És insoluble en aigua, però soluble en èter, benzè, i alguns èsters. La parafina no és afectada pels reactius químics més comuns, però crema fàcilment.
La cera pura de parafina és un molt bon aïllant elèctric. La seva resistivitat elèctrica pren valors en el rang 1013 1017 ohm metro. Això és millor que la resistivitat de la majoria dels altres materials, excepte alguns plàstics (per exemple el tefló). És un moderador de neutrons molt efectiu i va ser utilitzada per James Chadwick en els experiments que va realitzar el 1932 per identificar el neutró.
La cera de parafina (C25H52) és un material excel·lent per a emmagatzemar calor, ja que té una capacitat calorífica de 2,14-2,9 J g-1 K-1 i una calor de fusió de 200-220 J/g. Aquesta característica s'aprofita en la modificació de plaques de material de construcció, com les de cartró guix: la parafina es buida o injecta a la placa, on es fon durant el dia, absorbint calor, i es solidifica durant la nit, alliberant calor.
La cera s'expandeix considerablement quan es fon, i això s'utilitza en la fabricació de termòstats per a ús industrial o domèstic, especialment en automòbils. També s'utilitza en laboratoris: té una funció específica en el procés de destil·lació, on s'utilitza per evitar que formi escuma en la pilota de destil·lació.
Per preparar els motlles per fondre peces de metall i altres materials, s'usen "cobertes de cera per fosa", en les quals es combina la parafina amb altres materials per obtenir les propietats desitjades. En general no s'utilitza per fer els motlles o models originals per fosa, ja que és relativament fràgil a temperatura ambient i no es pot tallar en fred sense que es produeixin fractures. Les ceres suaus i flexibles, com la cera d'abelles, són millors per a aquests propòsits.
En aplicacions industrials, és habitual modificar les característiques cristal·lines de la cera de parafina. S'aconsegueix afegint algunes cadenes laterals a la cadena de carbó de la parafina. La modificació es realitza generalment amb additius, com ara goma EVA, cera microcristal·lina, o formes de polietilè. En resulta una parafina modificada, amb una alta viscositat, una menor estructura cristal·lina i propietats funcionals diferents.

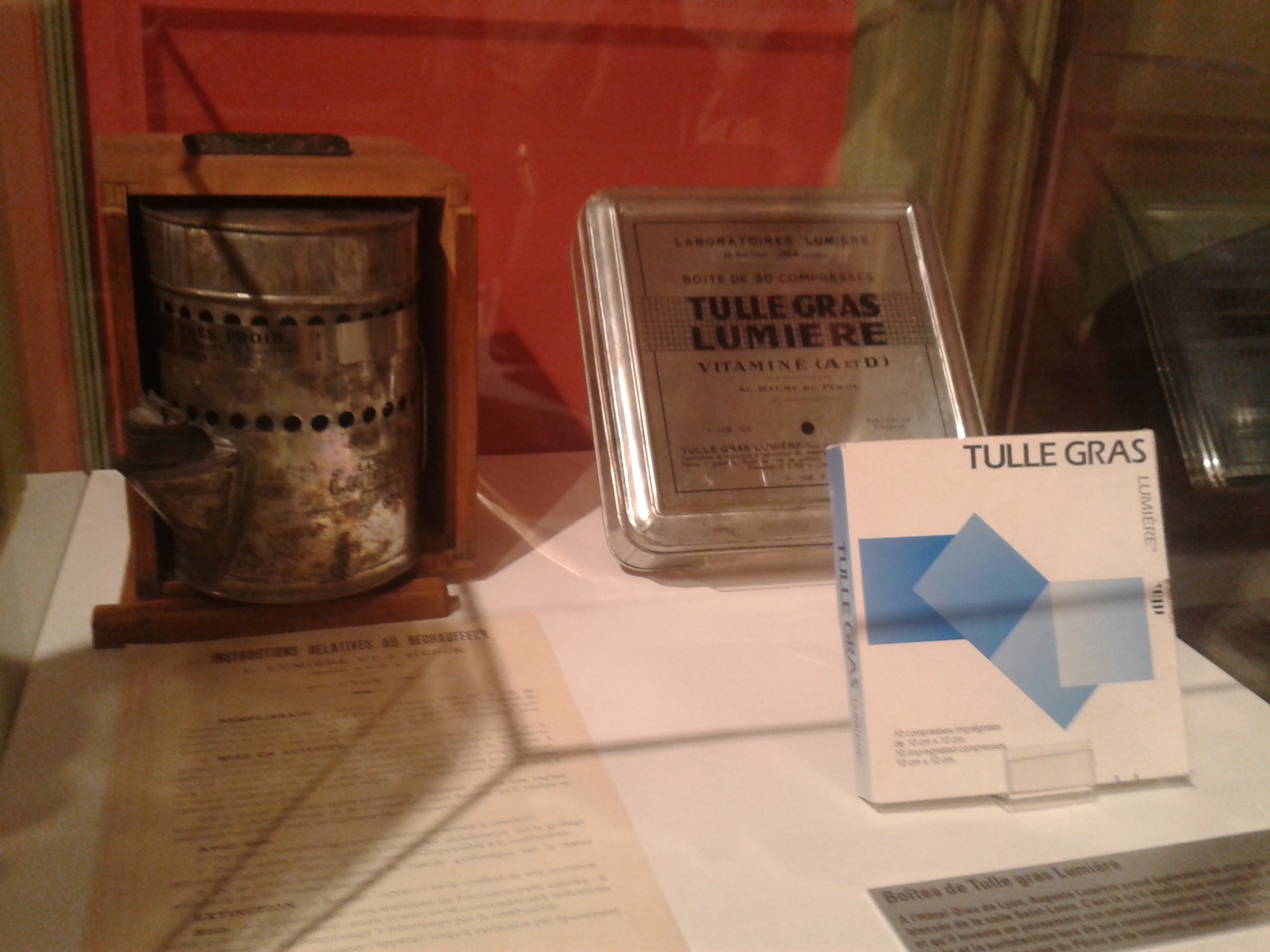
Tul gras (versió original i presentació moderna). Bena elaborada amb parafina i altres ingredients. Destinada a guarir cremades de poca intensitat.

La parafina té diverses altres aplicacions. S'utilitza per fabricar paper parafinat per empacar aliments i altres productes; per fabricar paper carbó; per impermeabilitzar tapes de suro o plàstic, fustes, municions; com a aïllant en conductors elèctrics; per fabricar llapis grassos, bugies i múltiples articles.